# Jorge Hernández (bokser)
Jorge Hernández Padron (ur. 17 listopada 1954 w Hawanie, zm. 12 grudnia 2019 tamże) – kubański pięściarz kategorii papierowej. Zdobył złoty medal letnich igrzysk olimpijskich w Montrealu.
Złoty medalista mistrzostw świata (1974) oraz igrzysk panamerykańskich (1975).